# Williamia krebsii
Williamia krebsii is een slakkensoort uit de familie van de Siphonariidae. De wetenschappelijke naam van de soort is voor het eerst geldig gepubliceerd in 1877 door Mörch.